# Syntherata brunnea
Syntherata brunnea är en fjärilsart som beskrevs av Eckerlein 1935. Syntherata brunnea ingår i släktet Syntherata och familjen påfågelsspinnare. Inga underarter finns listade i Catalogue of Life.